# 狼の息子への書簡
『狼の息子への書簡』（おおかみのむすこへのしょかん、Epistle_to_the_Son_of_the_Wolf）は、バハイ信教の創始者であるバハオラが1892年に亡くなる直前の1891年に書いた、最後の主要な書物である。
「狼の息子」、すなわち、イスファハンのイスラム教聖職者であるシェイク・ムハンマド・タキー（1846-1914）(通称、アーカー・ナジャフィ):281に宛てた手紙である。イスファハンで、彼の家は最も強力な聖職者一族であった。
バハオラは、1879年にイスファハンでナハリ兄弟を処刑した責任から、アーカー・ナジャフィの父親のシェーク・ムハンマド・バキル（1819-1883）を狼と呼んだ。 父と息子はバハイに対する迫害で知られていた。

## 背景

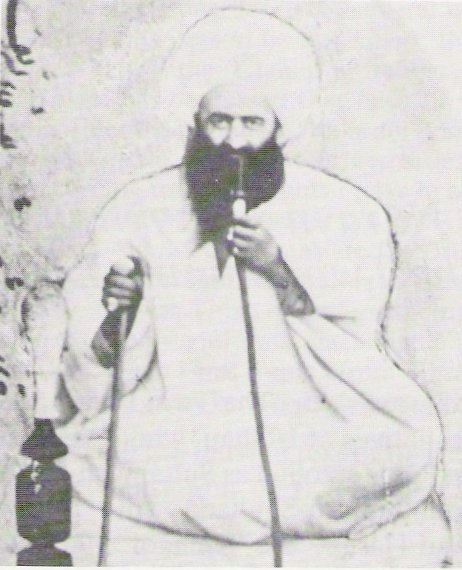
「狼」の名で呼ばれた、シェーク・ムハンマド・バキル

この書の中でバハオラは、アーカー・ナジャフィ（「狼の息子」）を諭し、悔い改めるよう呼びかけている。彼の父シェーク・ムハンマド・バキル（「狼」）とミール・ムハンマド・フセイン（イスファハンのイマム・ジュメ(集団礼拝の進行を担当する役割を指す)、「雌蛇」）は、ムハンマド・フセイン・ナハリ、ムハンマド・ハサン・ナハリの兄弟を処刑した共謀者であった。ナハリ兄弟はイスファハンの貴族で、商人としての地位を確立している家の出身であった。イスファハンのイマム・ジュメ(「雌蛇」)は兄弟に借金をし、兄弟が返済を要求すると、その借金を帳消しにする計画を考案した。このことをシェーク・ムハンマド・バキル (「狼」)とナーセロッディーン・シャーの息子であるスルタン・マスード・ミルザに告げて、この三人は、バハイ信教を信仰していることを理由に兄弟を投獄する計画を立てた。その後、兄弟は逮捕され、群衆が罵声を浴びせる中、イスファハンの街を練り歩かされた後、屈辱的な方法で公開処刑された。バハオラは、ナハリ兄弟が亡くなったことを嘆き、その殺害を誘発した裏切りを糾弾する、いくつかの書簡を書いた。その一つであるLawh-i-Burhán(証明の書簡)は、シェーク・ムハンマド・バキル（「狼」）に宛てられ、彼と共犯者のミール・ムハンマド・フセイン(「雌蛇」)がバハイを迫害したことを非難している。
アドリアノープルで自身が囚人の身であった時に、この二人に会っていたバハオラは、兄弟の死に心を痛めた。彼は、兄を「殉教者の王」、弟を「殉教者に愛されし者」、二人を「双子の輝く光」と名付け、称えた。

## 内容
この書の中でバハオラは、「ニアヴァランでの逮捕、自身を縛る鎖の種類、コンスタンティノープルのペルシャ大使館のメンバーによる自身に対する策謀」などの歴史的出来事を記述している。また、オスマントルコ帝国の官僚であるカマル・パーシャに、政府が世界の言語と文字について計画するための会合を招集するよう提案したことを記している。ショーギ・エフェンディは “God Passes By”『神よぎり給う』という本の中で、この会合の日付を1863年であると記述した。
この書では、バハオラが以前に啓示した聖典から広範囲に引用がされているため、書の大部分は、過去の著作で表現された重要な概念に関する抜粋を凝縮してまとめたものである。
・紅の書簡
『狼の息子への書簡』の中で、バハオラは自身の遺言書である『ケタベ・アード』(わが聖約の書)を「紅の書簡」として言及した。:238この文書の中で、彼は息子のアブドル・バハを後継者に指名した。